# Jaguar E-Pace
| Sterne im Euro-NCAP-Crashtest (2017) | 5 Sterne im Euro-NCAP-Crashtest |

Der Jaguar E-Pace ist ein Kompakt-SUV des britischen Automobilherstellers Jaguar. Nach dem größeren F-Pace ist es das zweite SUV und nach dem X-Type das zweite Fahrzeug mit quer eingebautem Motor der Marke. Die Plattform teilt sich der E-Pace mit dem Range Rover Evoque und dem Discovery Sport der Konzernschwester Land Rover. Vorgestellt wurde das SUV am 13. Juli 2017 in London, ausgeliefert wurde das Fahrzeug ab dem 20. Januar 2018. Eine überarbeitete Version präsentierte Jaguar im Oktober 2020. Ende 2024 wurde die Produktion des E-Pace eingestellt. Produziert wurde der E-Pace bei Magna Steyr in Graz, Österreich.

## Technische Daten
Verfügbar war der E-Pace in vier Ausstattungsvarianten. Zum Marktstart standen ein Zweiliter-Ottomotor in zwei Leistungsstufen und ein Zweiliter-Dieselmotor in drei Leistungsstufen zur Auswahl. Bei den jeweils stärksten Varianten war der Allradantrieb Active Driveline serienmäßig. Bei diesem arbeiten zwei elektronisch gesteuerte Lamellenkupplungen an der Hinterachse, um bei Bedarf Momente für eine bessere Traktion an die Räder zu leiten. Der Allradantrieb bei den anderen Varianten verfügt nur über eine Lamellenkupplung. Ab der Einführung des Facelifts war auch eine Version mit Plug-in-Hybrid erhältlich.

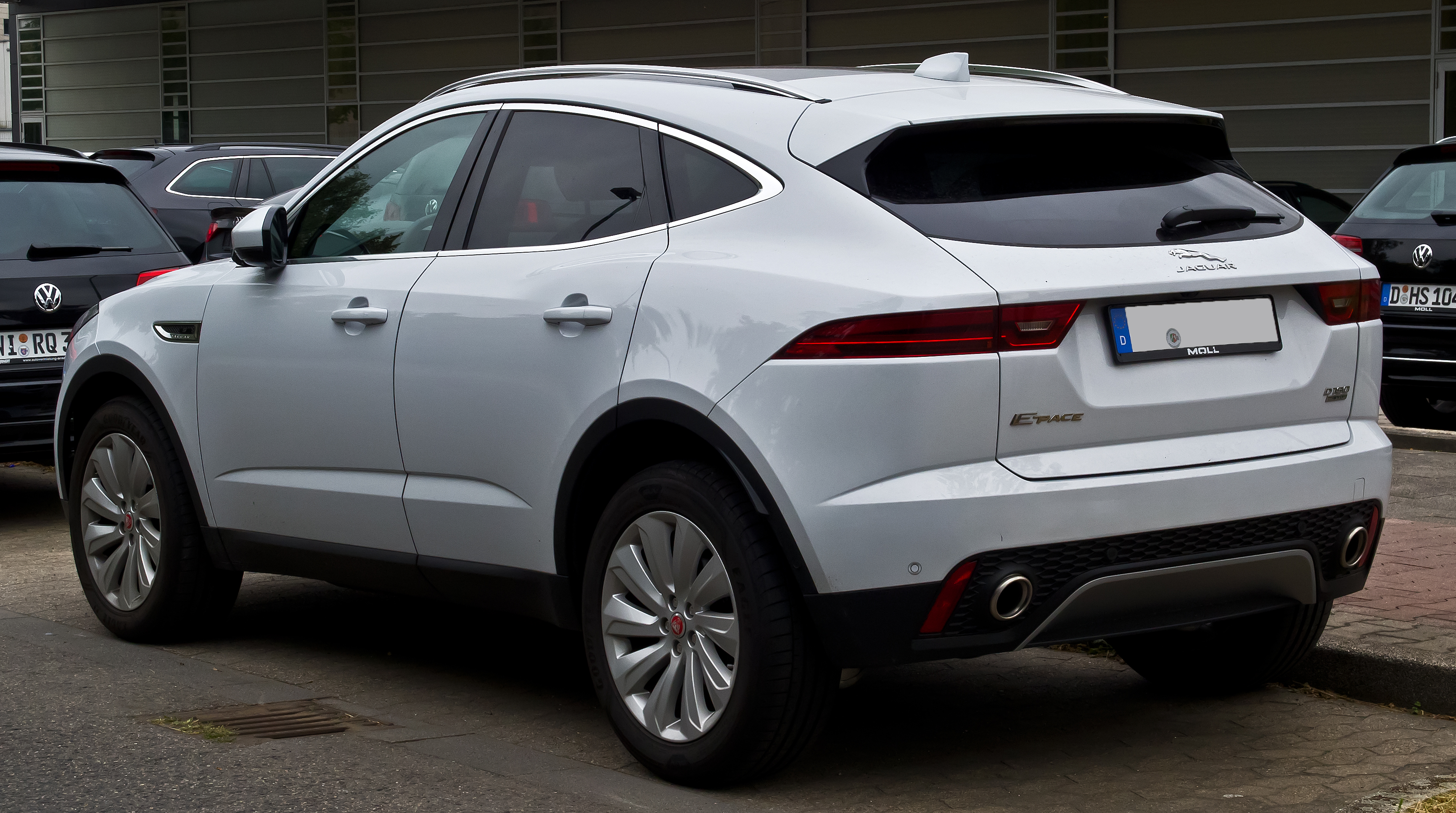
Heckansicht
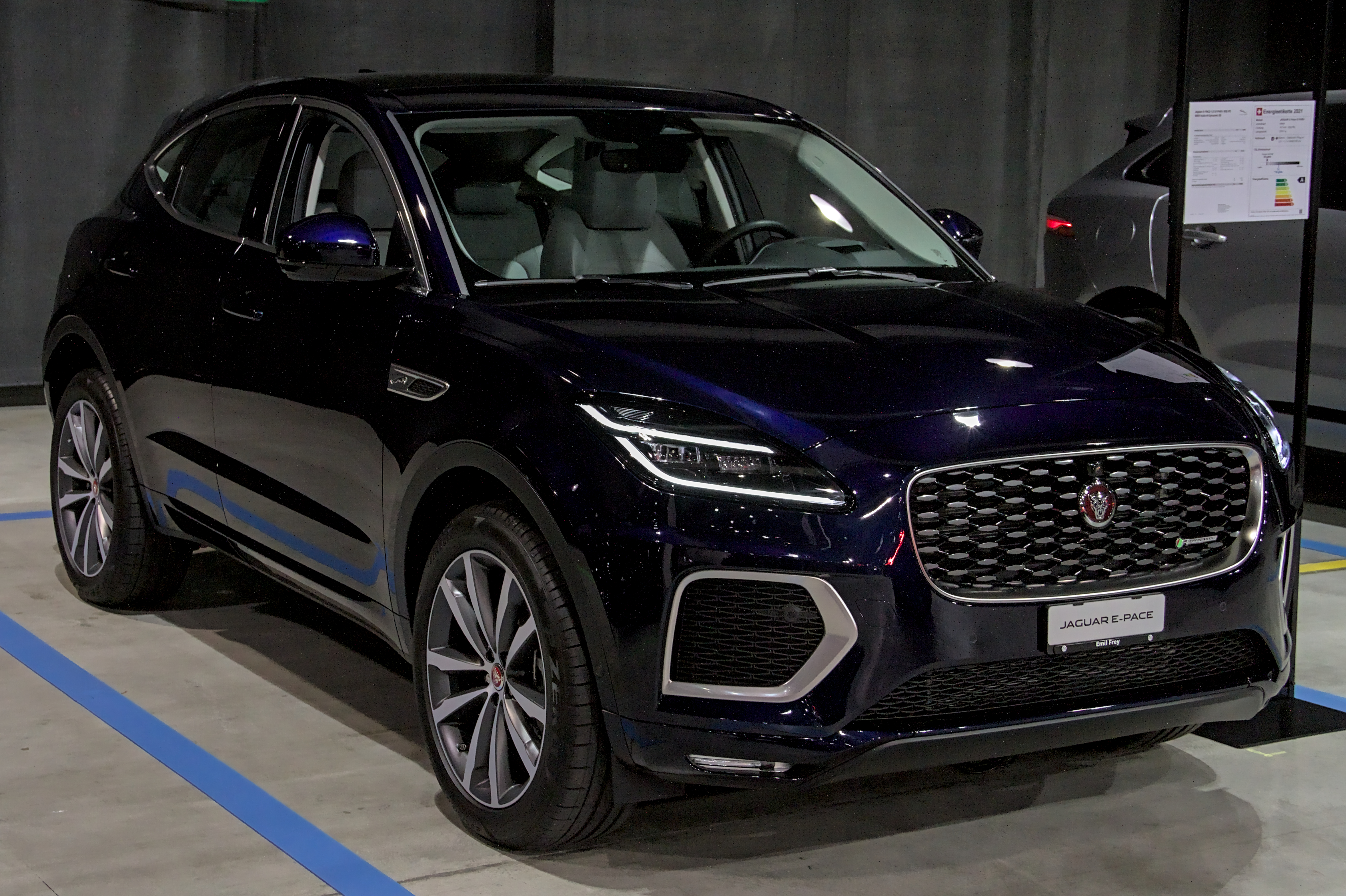
Jaguar E-Pace (2020–2024)
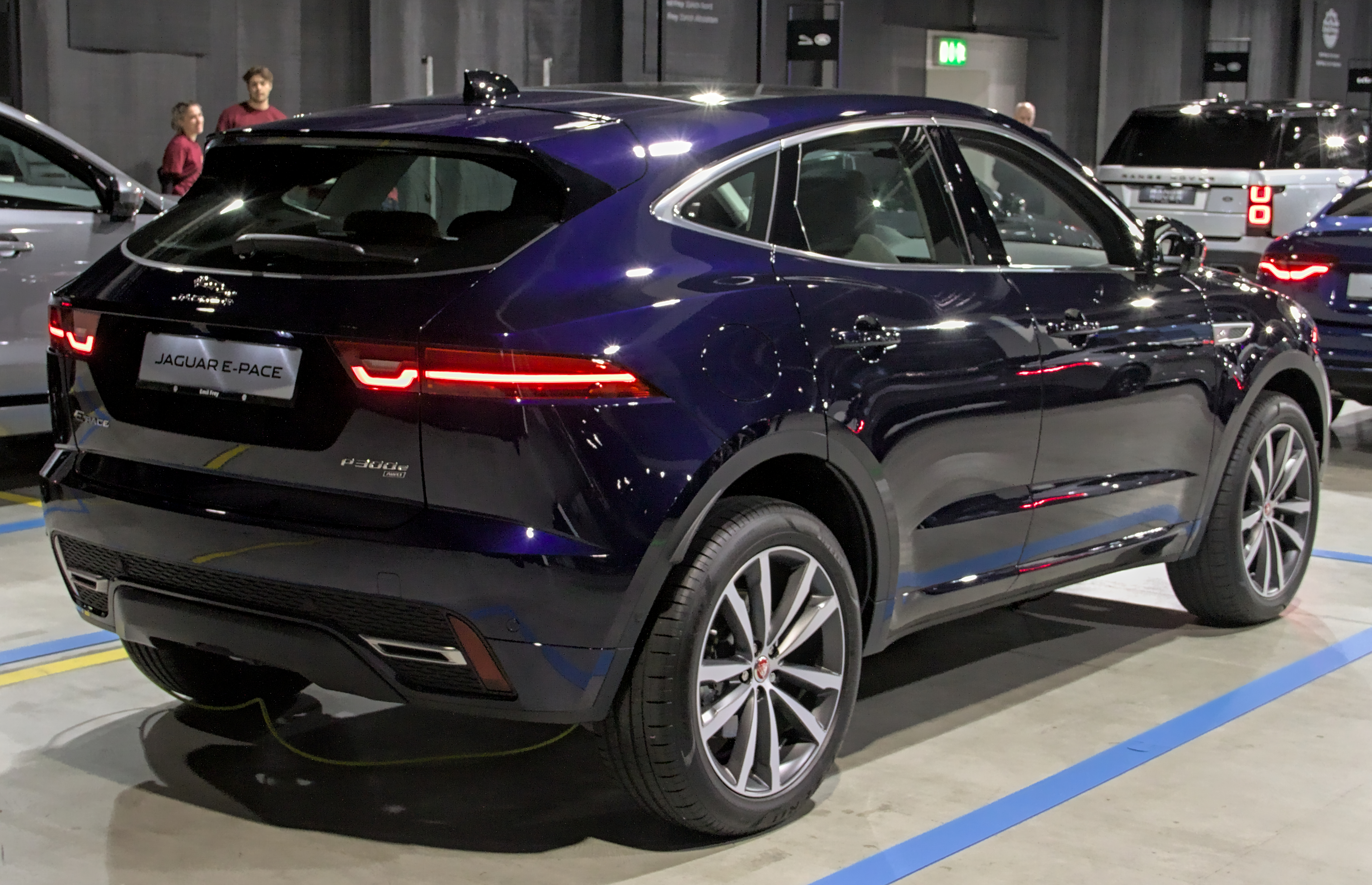
Heckansicht

### Ottomotoren
| Modell                               | P160                                                      | P160                                                      | P200 AWD                                                  | P200 AWD                                                  | P250 AWD                                                  | P250 AWD                                                  | P300 AWD                                                  | P300 AWD                                                  | P270e AWD                                                                | P300e AWD                                                                | P300e AWD                                                                |
| ------------------------------------ | --------------------------------------------------------- | --------------------------------------------------------- | --------------------------------------------------------- | --------------------------------------------------------- | --------------------------------------------------------- | --------------------------------------------------------- | --------------------------------------------------------- | --------------------------------------------------------- | ------------------------------------------------------------------------ | ------------------------------------------------------------------------ | ------------------------------------------------------------------------ |
| Bauzeitraum                          | 10/2020–04/2024                                           | 04/2024–11/2024                                           | 05/2018–10/2020                                           | 10/2020–12/2022                                           | 01/2018–10/2020                                           | 10/2020–04/2024                                           | 01/2018–10/2020                                           | 10/2020–12/2022                                           | 04/2024–11/2024                                                          | 10/2023–04/2024                                                          | 10/2020–10/2023                                                          |
| Motorbauart                          | 1,5-Liter-Ottomotor mit Turbolader und Direkteinspritzung | 1,5-Liter-Ottomotor mit Turbolader und Direkteinspritzung | 2,0-Liter-Ottomotor mit Turbolader und Direkteinspritzung | 2,0-Liter-Ottomotor mit Turbolader und Direkteinspritzung | 2,0-Liter-Ottomotor mit Turbolader und Direkteinspritzung | 2,0-Liter-Ottomotor mit Turbolader und Direkteinspritzung | 2,0-Liter-Ottomotor mit Turbolader und Direkteinspritzung | 2,0-Liter-Ottomotor mit Turbolader und Direkteinspritzung | 1,5-Liter-Ottomotor mit Turbolader und Direkteinspritzung + Elektromotor | 1,5-Liter-Ottomotor mit Turbolader und Direkteinspritzung + Elektromotor | 1,5-Liter-Ottomotor mit Turbolader und Direkteinspritzung + Elektromotor |
| Zylinderanordnung                    | R3                                                        | R3                                                        | R4                                                        | R4                                                        | R4                                                        | R4                                                        | R4                                                        | R4                                                        | R3                                                                       | R3                                                                       | R3                                                                       |
| Anzahl Ventile                       | 12                                                        | 12                                                        | 16                                                        | 16                                                        | 16                                                        | 16                                                        | 16                                                        | 16                                                        | 12                                                                       | 12                                                                       | 12                                                                       |
| Hubraum in cm³                       | 1498                                                      | 1498                                                      | 1997                                                      | 1997                                                      | 1997                                                      | 1997                                                      | 1997                                                      | 1997                                                      | 1498                                                                     | 1498                                                                     | 1498                                                                     |
| Verdichtungsverhältnis               | 10,5 : 1                                                  | 10,5 : 1                                                  | 10,5 : 1                                                  | 10,5 : 1                                                  | 10,5 : 1                                                  | 10,5 : 1                                                  | 10,5 : 1                                                  | 10,5 : 1                                                  | 10,5 : 1                                                                 | 10,5 : 1                                                                 | 10,5 : 1                                                                 |
| max. Leistung in kW (PS) / bei 1/min | 118 (160) / 5500                                          | 118 (160) / 5500                                          | 147 (200) / 5500                                          | 147 (200) / 5500                                          | 183 (249) / 5500                                          | 183 (249) / 5500                                          | 221 (300) / 5500                                          | 221 (300) / 5500                                          | 198 (269) / 5000                                                         | 198 (269) / 5500                                                         | 227 (309) / 5500                                                         |
| max. Drehmoment in Nm / bei 1/min    | 260 / 1600–4000                                           | 260 / 1600–4000                                           | 340 / 1250                                                | 320 / 1200–4000                                           | 365 / 1200–4500                                           | 365 / 1300–4500                                           | 400 / 1500–4500                                           | 400 / 1500–4500                                           | 540 / 2000–3250                                                          | 540 / 1600–4500                                                          | 540 / 1600–4500                                                          |
| Getriebeart                          | 8-Stufen-Automatikgetriebe                                | 8-Stufen-Automatikgetriebe                                | 9-Stufen-Automatikgetriebe                                | 9-Stufen-Automatikgetriebe                                | 9-Stufen-Automatikgetriebe                                | 9-Stufen-Automatikgetriebe                                | 9-Stufen-Automatikgetriebe                                | 9-Stufen-Automatikgetriebe                                | 8-Stufen-Automatikgetriebe                                               | 8-Stufen-Automatikgetriebe                                               | 8-Stufen-Automatikgetriebe                                               |
| Antriebsart                          | Vorderradantrieb                                          | Vorderradantrieb                                          | Allradantrieb                                             | Allradantrieb                                             | Allradantrieb                                             | Allradantrieb                                             | Allradantrieb Active Driveline                            | Allradantrieb Active Driveline                            | Allradantrieb                                                            | Allradantrieb                                                            | Allradantrieb                                                            |
| Höchstgeschwindigkeit in km/h        | 197                                                       | 197                                                       | 216                                                       | 212                                                       | 230                                                       | 229                                                       | 243                                                       | 241                                                       | 190                                                                      | 190                                                                      | 216                                                                      |
| Beschleunigung 0–100 km/h in s       | 10,3                                                      | 10,5                                                      | 8,2                                                       | 8,5                                                       | 7,0                                                       | 7,5                                                       | 6,4                                                       | 6,9                                                       | 7,3                                                                      | 7,3                                                                      | 6,5                                                                      |
| Leergewicht in kg                    | 1783                                                      | 1783                                                      | 1832                                                      | 1847                                                      | 1832                                                      | 1889                                                      | 1894                                                      | 1952                                                      | 2173                                                                     | 2173                                                                     | 2173                                                                     |
| Tankinhalt in l                      | 67                                                        | 67                                                        | 69                                                        | 67                                                        | 75                                                        | 67                                                        | 75                                                        | 67                                                        | 58                                                                       | 58                                                                       | 58                                                                       |
| Verbrauch kombiniert in l/100 km     | 6,8                                                       | 7,9                                                       | 8,2–8,3                                                   | 7,7–7,9                                                   | 7,7                                                       | 7,7–7,9                                                   | 8,0                                                       | 7,7–7,9                                                   | 1,3                                                                      | 1,4                                                                      | 2,0                                                                      |
| CO2-Emission in g/km                 | 154                                                       | 179                                                       | 186–190                                                   | 175–179                                                   | 174                                                       | 175–180                                                   | 181                                                       | 175–179                                                   | 29                                                                       | 31                                                                       | 43–45                                                                    |

### Dieselmotoren
| Modell                               | D150 | D150 AWD | D165 | D165 AWD | D165 AWD | D180 AWD | D200 AWD | D200 AWD | D240 AWD |
| ------------------------------------ | --- | --- | --- | --- | --- | --- | --- | --- | --- |
| Bauzeitraum                          | 01/2018–10/2020 | 01/2018–10/2020 | 10/2020–04/2022 | 10/2020–04/2024 | 04/2024–11/2024 | 01/2018–10/2020 | 10/2020–04/2024 | 04/2024–11/2024 | 01/2018–10/2020 |
| Motorbauart                          | 2,0-Liter-Dieselmotor, Turbolader mit variabler Turbinengeometrie, Common-Rail-Kraftstoffeinspritzung, doppelte obenliegende Nockenwelle (DOHC), variable Steuerung der Auslassventile | 2,0-Liter-Dieselmotor, Turbolader mit variabler Turbinengeometrie, Common-Rail-Kraftstoffeinspritzung, doppelte obenliegende Nockenwelle (DOHC), variable Steuerung der Auslassventile | 2,0-Liter-Dieselmotor, Turbolader mit variabler Turbinengeometrie, Common-Rail-Kraftstoffeinspritzung, doppelte obenliegende Nockenwelle (DOHC), variable Steuerung der Auslassventile | 2,0-Liter-Dieselmotor, Turbolader mit variabler Turbinengeometrie, Common-Rail-Kraftstoffeinspritzung, doppelte obenliegende Nockenwelle (DOHC), variable Steuerung der Auslassventile | 2,0-Liter-Dieselmotor, Turbolader mit variabler Turbinengeometrie, Common-Rail-Kraftstoffeinspritzung, doppelte obenliegende Nockenwelle (DOHC), variable Steuerung der Auslassventile | 2,0-Liter-Dieselmotor, Turbolader mit variabler Turbinengeometrie, Common-Rail-Kraftstoffeinspritzung, doppelte obenliegende Nockenwelle (DOHC), variable Steuerung der Auslassventile | 2,0-Liter-Dieselmotor, Turbolader mit variabler Turbinengeometrie, Common-Rail-Kraftstoffeinspritzung, doppelte obenliegende Nockenwelle (DOHC), variable Steuerung der Auslassventile | 2,0-Liter-Dieselmotor, Turbolader mit variabler Turbinengeometrie, Common-Rail-Kraftstoffeinspritzung, doppelte obenliegende Nockenwelle (DOHC), variable Steuerung der Auslassventile | 2,0-Liter-Dieselmotor, Turbolader mit variabler Turbinengeometrie, Common-Rail-Kraftstoffeinspritzung, doppelte obenliegende Nockenwelle (DOHC), variable Steuerung der Auslassventile |
| Zylinderanordnung                    | R4 | R4 | R4 | R4 | R4 | R4 | R4 | R4 | R4 |
| Anzahl Ventile                       | 16 | 16 | 16 | 16 | 16 | 16 | 16 | 16 | 16 |
| Hubraum in cm³                       | 1999 | 1999 | 1997 | 1997 | 1998 | 1999 | 1997 | 1998 | 1999 |
| Verdichtungsverhältnis               | 15,5 : 1 | 15,5 : 1 | 16,5 : 1 | 16,5 : 1 | 16,5 : 1 | 15,5 : 1 | 16,5 : 1 | 16,5 : 1 | 15,3 : 1 |
| max. Leistung in kW (PS) / bei 1/min | 110 (150) / 3500 | 110 (150) / 3500 | 120 (163) / 3750 | 120 (163) / 3750 | 120 (163) / 3500 | 132 (180) / 4000 | 150 (204) / 3750 | 150 (204) / 3750 | 177 (240) / 4000 |
| max. Drehmoment in Nm / bei 1/min    | 380 / 1750 | 380 / 1750 | 380 / 1500–2500 | 380 / 1500–2500 | 380 / 1500–2500 | 430 / 1750 | 430 / 1750–2500 | 430 / 1750–2500 | 500 / 1500 |
| Antriebsart                          | Vorderradantrieb | Allradantrieb | Vorderradantrieb | Allradantrieb | Allradantrieb | Allradantrieb | Allradantrieb | Allradantrieb | Allradantrieb Active Driveline |
| Getriebeart                          | 6-Gang-Schaltgetriebe | 6-Gang-Schaltgetriebe [9-Stufen-Automatikgetriebe] | 6-Gang-Schaltgetriebe | 9-Stufen-Automatikgetriebe | 9-Stufen-Automatikgetriebe | 6-Gang-Schaltgetriebe [9-Stufen-Automatikgetriebe] | 9-Stufen-Automatikgetriebe | 9-Stufen-Automatikgetriebe | 9-Stufen-Automatikgetriebe |
| Höchstgeschwindigkeit in km/h        | 199 | 194 [193] | 206 | 200 | 200 | 207 [205] | 211 | 211 | 224 |
| Beschleunigung 0–100 km/h in s       | 10,1 | 10,7 [10,5] | 10,0 | 9,8 | 9,8 | 9,9 [9,3] | 8,4 | 8,4 | 7,4 |
| Leergewicht in kg                    | 1775 | 1831 [1843] | 1809 | 1916 | 1916 | 1831 [1843] | 1952 | 1952 | 1926 |
| Tankinhalt in l                      | 56–69 | 56–69 | 65 | 65 | 65 | 56–69 | 65 | 65 | 56–69 |
| Verbrauch kombiniert in l/100 km     | 4,7–4,9 | 5,2 [5,6] | 5,0–5,4 | 5,2–5,4 | 6,3 | 5,2 [5,6] | 5,3–5,4 | 6,3 | 6,2 |
| CO2-Emission in g/km                 | 124–129 | 137 [147] | 131–141 | 139–143 | 166 | 137 [147] | 140–144 | 166 | 162 |

## Zulassungszahlen in Deutschland
Von Dezember 2017 bis einschließlich Dezember 2024 wurden in der Bundesrepublik Deutschland insgesamt 10.804 Jaguar E-Pace neu zugelassen. Mit 3.031 Einheiten war 2019 das erfolgreichste Verkaufsjahr.
|  |

|  |

|  |

|  |

|  |

|  |

|  |

|  |

|  |

|  |

|  |

|  |

|  |

|  |

|  |

|  |

|  |

|  |

|  |

|  |

|  |

|  |

|  |

|  |

|  |

|  |

|  |

|  |

|  |

|  |

|  |

|  |

|  |

|  |

|  |

|  |

|  |

|  |

|  |

|  |

|  |

|  |

|  |

|  |

|  |

|  |

|  |

|  |

|  |

|  |

|  |

|  |

|  |

|  |

|  |

|  |

|  |

|  |

|  |

|  |

|  |

|  |

|  |

|  |

|  |

|  |

|  |

|  |

|  |

|  |

|  |

|  |

|  |

|  |

|  |

|  |

|  |

|  |

|  |

|  |

|  |

|  |

|  |

|  |

|  |

|  |

|  |

|  |

|  |

|  |

|  |

|  |

|  |

|  |

|  |

|  |

|  |

|  |

|  |

|  |

|  |

|  |

|  |

|  |

|  |

|  |

|  |

|  |

|  |

|  |

|  |

|  |

|  |

|  |

|  |

|  |

|  |

|  |

|  |

|  |

|  |

|  |

|  |

|  |

|  |

|  |

|  |

|  |

|  |

|  |

|  |

|  |

|  |

|  |

|  |

|  |

|  |

|  |

|  |

|  |

|  |

|  |

|  |

|  |

|  |

|  |

|  |

|  |

|  |

|  |

|  |

|  |

|  |

|  |

|  |

|  |

|  |

|  |

|  |

|  |

|  |

|  |

|  |

|  |

|  |

|  |

|  |

|  |

|  |

|  |

|  |

|  |

|  |

|  |

|  |

|  |

|  |

|  |

|  |

|  |

|  |

|  |

|  |

|  |

|  |

|  |

|  |

|  |

|  |

|  |

|  |

|  |

|  |

|  |

|  |

|  |

|  |

|  |

|  |

|  |

|  |

|  |

|  |

|  |

|  |

|  |

|  |

|  |

|  |

|  |

|  |

|  |

|  |

|  |

|  |

|  |

|  |

|  |

|  |

|  |

|  |

|  |

|  |

|  |

|  |

|  |

|  |

|  |

|  |

|  |

|  |

|  |

|  |

|  |

|  |

|  |

|  |

|  |

|  |

|  |

|  |

|  |

|  |

|  |

|  |

|  |

|  |

|  |

|  |

|  |

|  |

|  |

|  |

|  |

|  |

|  |

|  |

|  |

|  |

|  |

|  |

|  |

|  |

|  |

|  |

|  |

|  |

|  |

|  |

|  |

|  |

|  |

|  |

|  |

|  |

|  |

|  |

|  |

|  |

|  |

|  |

|  |

|  |

|  |

|  |

|  |

|  |

|  |

|  |

|  |

|  |

|  |

|  |

|  |

|  |

|  |

|  |

|  |

|  |

|  |

|  |

|  |

|  |

|  |

|  |

|  |

|  |

|  |

|  |

|  |

|  |

|  |

|  |

|  |

|  |

|  |

|  |

|  |

|  |

|  |

|  |

|  |

|  |

|  |

|  |

|  |

|  |

|  |

|  |

|  |

|  |

|  |

|  |

|  |

|  |

|  |

|  |

|  |

|  |

|  |

|  |

|  |

|  |

|  |

|  |

|  |

|  |

|  |

|  |

|  |

|  |

|  |

|  |

|  |

|  |

|  |

|  |

|  |

|  |

|  |

|  |

|  |

|  |

|  |

|  |

|  |

|  |

|  |

|  | Benziner (3.465) |

|  | Benziner (3.465) |

|  | Diesel (4.796) |

|  | Diesel (4.796) |

|  | Benzin-Hybrid (705) |

|  | Benzin-Hybrid (705) |

|  | Diesel-Hybrid (1.266) |

|  | Diesel-Hybrid (1.266) |

|  | Benzin-PHEV (572) |

|  | Benzin-PHEV (572) |